# 比倫山 (阿爾布拉山脈)
46°40′21″N 9°45′59″E / 46.67243°N 9.76630°E

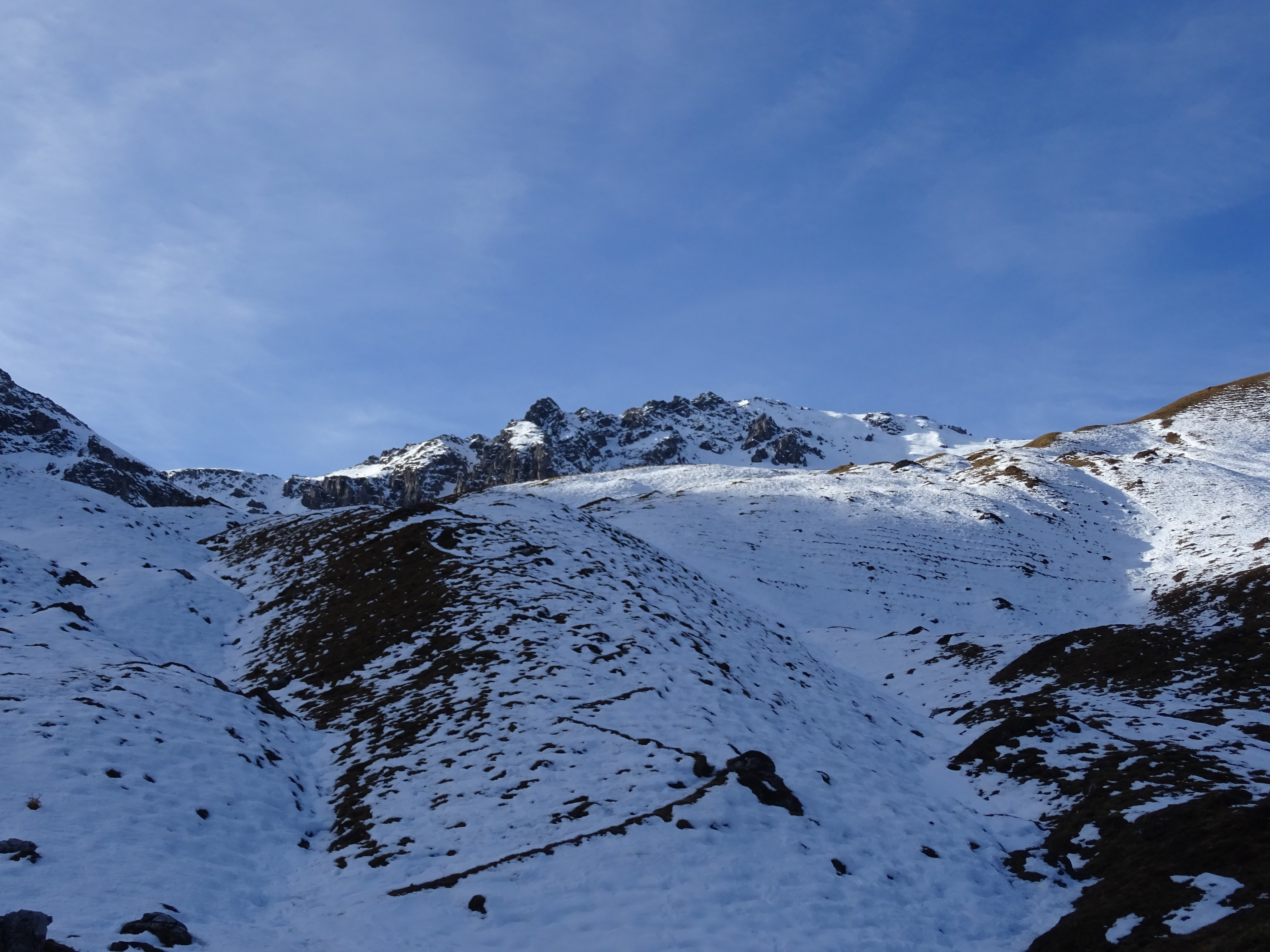

比倫山（Büelenhorn），是瑞士的山峰，位於該國東南部，由格勞賓登州負責管轄，屬於阿爾布拉山脈的一部分，海拔高度2,808米，每年平均降雨量1,729毫米。